# 경주화랑고등학교
경주화랑고등학교(慶州花郞高等學校)는 대한민국 경상북도 경주시 문무대왕면 장항리에 있는 사립 고등학교이다.

## 학교 연혁
- 1997년 12월 31일 : 학교법인 삼동학원 설립 인가
- 1998년 2월 4일 : 경주화랑고등학교 설립 인가(6학급)
- 1998년 3월 7일 : 초대 이준형 교장 취임
- 1998년 3월 24일 : 경주화랑고등학교 개교 및 제1회 입학식
- 1999년 10월 4일 : 학생 생활관(남자 기숙사) 증축
- 2001년 2월 14일 : 제1회 졸업식(졸업생 39명 배출)
- 2009년 12월 29일 : 화랑관(소강당) 개관
- 2011년 2월 9일 : 원화관(특별교실) 증축
- 2014년 2월 19일 : 학생 생활관(여자 기숙사) 증축
- 2018년 11월 24일 : 선타원 오정도 재단이사장 취임
- 2022년 9월 1일 : 제6대 홍종석 교장 취임
- 2024년 2월 2일 : 제24회 졸업식(졸업생 23명, 총 792명)
- 2024년 3월 4일 : 제 28회 입학식

## 참고 자료
- 경주화랑고등학교 - 한국교육학술정보원 학교알리미